# Geduly Henrik

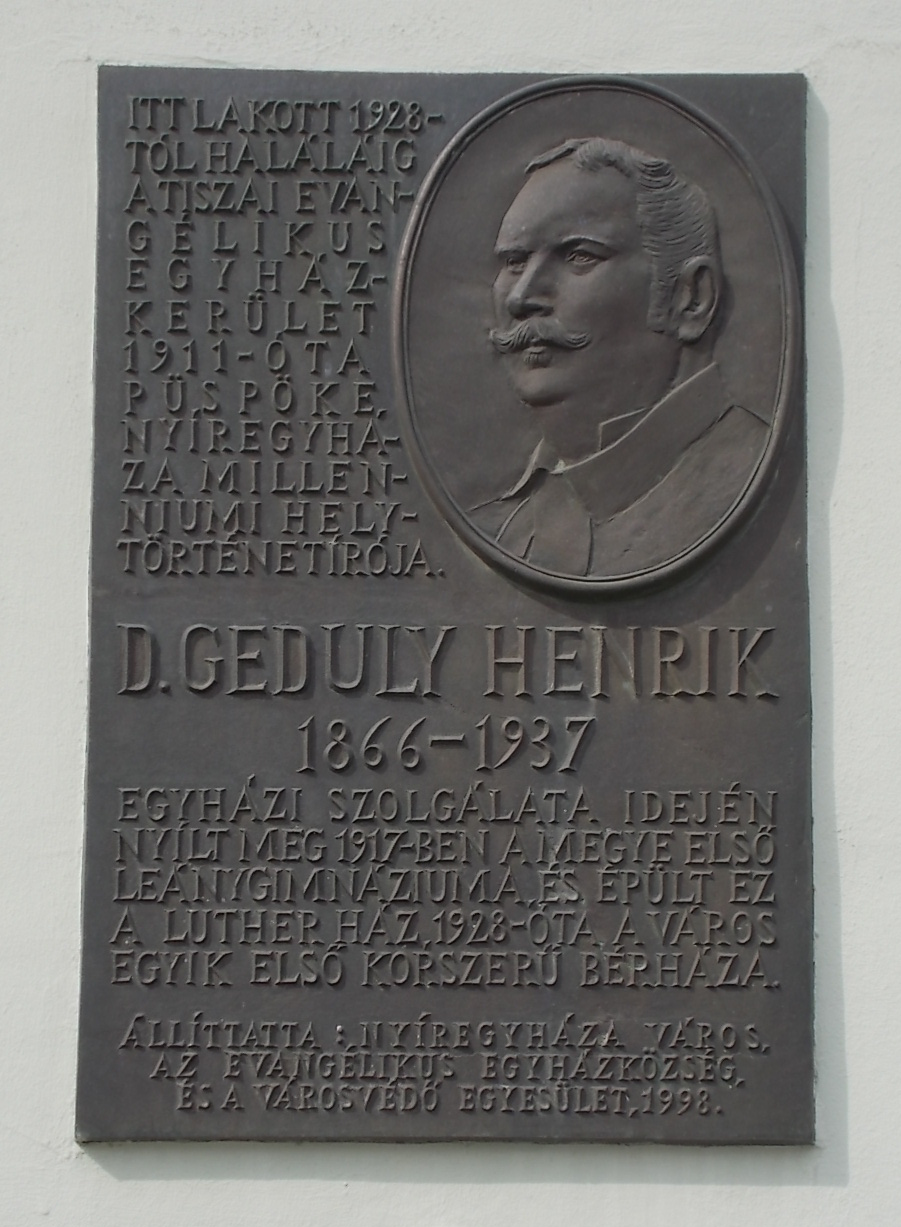
Geduly Henrik püspök itt lakott emléktábla. Nyíregyháza, Luther tér 1 Luther utca sarok.

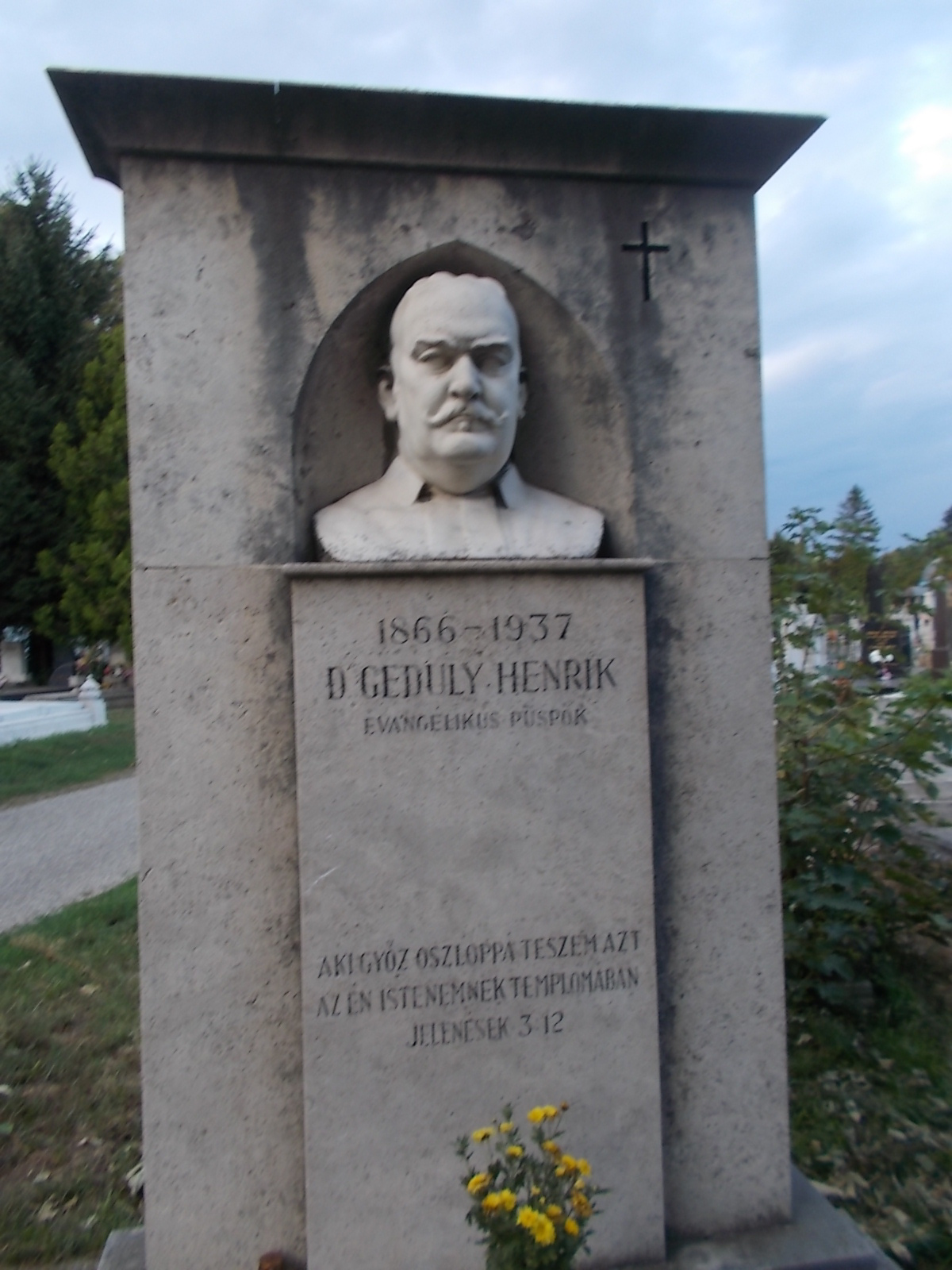
Északi Köztemető. Geduly Henrik, felsőtömösi (1866. okt. 24. Bécs - 1937. febr. 18. Nyíregyháza) Magyarországi Evangélikus Egyház Hajdú-Szabolcsi Egyházmegye evangélikus püspöke, egyházi író, Parcella, Sor, Sír: 3, 1, 1. Nemzeti Sírkert része.

Geduly Henrik (Bécs, 1866. október 24. – Nyíregyháza, 1937. február 19.) a Tiszai evangélikus egyházkerület püspöke 1911-től haláláig.

## Élete
Születése után nem sokkal félárvaságra jutott. Az evangélikus teológiát Pozsonyban végezte, előbb zólyomi majd nyíregyházi lelkész lett. 1896-tól rendes lelkész Nyíregyházán. Előbb esperes, majd kerületi jegyző és főjegyző, végül 1911-től a tiszai egyházkerület püspöke lett. 1936-ban Horthy Miklós kormányzó királyi titkos tanácsossá nevezte ki.
Nagyon sokat tett az evangélikus iskolák fejlődése érdekében is. Meghatározó szerepe volt abban, hogy 1917‐ben létrejött Nyíregyháza első leány középiskolája, az evangélikus leánygimnázium, amely halála után az ő nevét vette fel.
Szerkesztette az Evangélikus őrálló és az Evangélikus Homiletikai Folyóiratokat.

## Művei
- 1915 Háború és vallás. Nyíregyháza.
- Nyíregyháza. In: Szabolcs vármegye.
- Nyíregyháza az ezredik évben.

## Emléke
- Geduly Henrik Gimnázium Archiválva 2016. március 7-i dátummal a Wayback Machine-ben
- 1998 Geduly Henrik emléktábla, Nyíregyháza, Luther-ház
- Síremléke, Nyíregyháza, Pazonyi tér, Északi temető

## Külső hivatkozások
- Szobrok, emléktáblák